# Городские стены Парижа

Проекция галло-римской крепостной стены (красная линия) начала IV века на современной карте центра Парижа с островом Ситэ;
фиолетовая — берега Сены в ту эпоху.

Городски́е сте́ны Пари́жа (фр. Enceintes de Paris) — в истории Парижа насчитывается, как минимум, семь последовательно сменявшихся крепостных каменных стен города, служивших оборонительным целям:
- галло-римская крепостная стена начала IV века,
- три средневековых, включая:
  - стену X века,
  - стену Филиппа Августа (фр. enceinte de Philippe Auguste; возведена на правом берегу в 1190—1209 гг. и на левом берегу в 1200—1215 гг.)
  - и стену Карла V (фр. enceinte de Charles V; возведена в 1356—1383 гг.),
- крепостные сооружения Людовика XIII, известные как «Жёлтые канавы» (фр. Fossés jaunes),
- стена генеральных откупщиков (фр. enceinte des Fermiers généraux; возведена в 1784—1790 гг., разобрана в 1860 году),
- стена Тьера (фр. enceinte de Thiers; возведена в 1841—1844; разрушена между 1919 и 1929 годами).

Начиная с античности и до начала XX века включительно, Париж всегда был окружен крепостными стенами, за исключением одного столетия: с 1670 года (даты сноса по приказу Людовика XIV стены Людовика XIII) до 1785 года (даты начала возведения стены откупщиков).